# Mike Smith
Mike Smith nació el 11 de octubre de 1973 en Middle River, Maryland, Estados Unidos. Es un guitarrista de música alternativa conocido por participar en grupos como Snot, theSTART y Limp Bizkit.

## Biografía
Mike Smith comenzó en 1998 en una banda de funk metal estadounidense llamada Snot. Smith entró reemplazando a Sonny Mayo, que se marchó de la banda en mayo de 1998. Su aventura duraría poco ya que el 11 de diciembre, el líder de Snot, Lynn Strait, murió en un accidente de tráfico y la banda se disuelve.
En Snot conoció a Jamie Miller, batería de la banda y que formaría junto con Smith y otros integrantes la banda theSTART, en 1998. Sin embargo, dos años más tarde, y antes de lanzar ningún disco con la banda, decide abandonar.
A finales de 2001, Limp Bizkit convoca una serie de grandes audiciones en todo el país para escoger guitarrista tras la marcha de Wes Borland. Finalmente, Smith logra entrar en la banda, que ya tuvo la oportunidad de conocer a sus integrantes cuando estaba en Snot. Con Limp Bizkit graba Results May Vary y hace la gira mundial del disco. En 2004 los rumores sobre la vuelta de Borland a la banda de Durst se acrecientan, hasta que finalmente Borland regresa a Limp Bizkit y, automáticamente, Smith deja de pertenecer a la banda de Jacksonville.
Hoy en día sigue sin conocerse la versión oficial de la marcha de Smith de Limp Bizkit. Durst llegó a decir que "estamos muy contentos de que Mike se haya ido. Lo hemos pasado muy bien grabando con él, pero siempre supimos que el no era el tipo ideal". Obviamente, con estas palabras y el hecho de que Borland (alma creativa de Limp Bizkit y extrañado por los fanes y la crítica durante su ausencia de la banda) regresase a la banda después de sus últimos dos fiascos críticos y comerciales sin él, New Old Songs y Results May Vary, se deduce fácilmente que Smith fue obligado a marcharse de Limp Bizkit.
Mike Smith actualmente en 2008 ha proyectado una nueva banda llamada Evolver. Por ahora,están haciendo nuevos temas para su posible 1.º disco sin fecha de lanzamiento.
- Datos: Q1097422